# Vuhan
Vuhan (poenostavljeno kitajsko: 武汉; tradicionalno kitajsko: 武漢; pinjin: Wuhan) je glavno mesto province Hubej v Ljudski republiki Kitajski in s približno 11 milijoni prebivalcev (po podatkih iz leta 2018) največje mesto v Osrednji Kitajski. Po oceni je širše metropolitansko območje že leta 2010 doseglo 19 milijonov prebivalcev in je eno najpomembnejših prometnih ter industrijskih središč v notranjosti Kitajske. Posebej aktivno se razvija v zadnjih desetletjih in je bilo leta 2016 razglašeno za eno od devetih osrednjih državnih mest Kitajske s posebnim regionalnim pomenom.
Velemesto stoji ob reki Jangce, na kraju, kjer se vanjo izlivata reki Han in Šjang. Njegova lokacija je zgodovinsko pomembna kot križišče, na polovici plovne poti od vzhoda proti zahodu po reki Jangce ter polovici železniške povezave med severom in jugom. Kljub legi skoraj 1000 km gorvodno od Šanghaja ima veliko pristanišče za čezoceanske tovorne ladje. Območje je poseljeno že tri tisočletja, vendar so bila tu skozi večino zgodovine tri mesta: Vučang, Hanjang in Hankov. V Vučangu je leta 1911 izbruhnila šinhajska revolucija, ki je strmoglavila dinastijo Čing, zadnjo vladarsko dinastijo Kitajske. 1. januarja 1927 so voditelji Kuomintanga proglasili združeno mesto Vuhan in ga imenovali za začasno glavno mesto države. Med prvo kitajsko petletko se je pričela razvijati industrija, predvsem proizvodnja strojev in vozil, Vuhan je bil eno redkih industrijskih središč v notranjosti države. Leta 1957 je bil zgrajen most čez Jangce, s katerim je bila vzpostavljena prva železniška povezava med severom in jugom Kitajske.
Vuhan ohranja status industrijskega središča s poudarkom na avtomobilski in medicinski industriji (med drugim ima tu sedež avtomobilsko podjetje Dongfeng Motor), turiste pa privablja zaradi zgodovinskih atrakcij in kot izhodišče za obisk okoliških hribov ter križarjenja po Jangceju.